# Союз МС-11
Союз МС-11 (№ 741, ISS-57S) — політ до міжнародної космічної станції, під час якого доставлено трьох учасників експедиції МКС-57/58. Запуск здійснено 3 грудня 2018 року за допомогою ракети-носія «Союз-ФГ» з космодрому Байконур. Це 138-ї пілотований політ корабля «Союз», перший політ якого відбувся в 1967 році. Посадка корабля відбулася 25 червня 2019 року.

## Екіпаж
| Космонавт          | Посада                                       | # польоту       | Корпорація      |                 |                 |                 |
| Основний екіпаж    | Основний екіпаж                              | Основний екіпаж | Основний екіпаж | Основний екіпаж | Основний екіпаж | Основний екіпаж |
| ------------------ | -------------------------------------------- | --------------- | --------------- | --------------- | --------------- | --------------- |
| Олег Кононенко     | командир ТПК «Союз МС», бортінженер МКС      | 4               | Роскосмос       |                 |                 |                 |
| Давид Сен-Жак      | бортінженер-1 ТПК «Союз МС», бортінженер МКС | 1               | КАА             |                 |                 |                 |
| Енн Макклейн       | бортінженер-2 ТПК «Союз МС», бортінженер МКС | 1               | НАСА            |                 |                 |                 |
| Дублери            |                                              |                 |                 |                 |                 |                 |
| Олександр Скворцов | командир ТПК «Союз МС», бортінженер МКС      | 3               | Роскосмос       |                 |                 |                 |
| Лука Пармітано     | Бортінженер — 1                              | 2               | (ЄКА)           |                 |                 |                 |
| Ендрю Морган       | Бортінженер — 2                              | 1               | НАСА            |                 |                 |                 |

## Запуск та політ
Спочатку запуск було заплановано на 20 грудня 2018 року У зв'язку з аварією під час старту Союз МС-10, запуск було перенесено на більш ранній термін — на 3 грудня.
Запуск здійснено 3 грудня 2018 року з космодрому Байконур об 11:31 (UTC). Це був перший запуск пілотованого космічного корабля Союз після аварії 11 жовтня 2018 року з кораблем Союз МС-10. 
Програмою польоту було передбачено стикування після чотирьох обертів. Стикування з МКС відбулося того ж дня, 3 грудня, о 17:33 (UTC).
24 червня о 23:25 (UTC) корабель Союз МС-11 з трьома космонавтами на борту (Олег Кононенко, Енн Макклейн та Давид Сен-Жак) відстикувався від станції. 25 червня о 02:47:50 (UTC) корабель успішно приземлився на території Казахстану.